# Єдина Росія
Всеросійська політична партія «Єди́на Росі́я» (рос. Единая Россия) — російська панівна політична партія, керівна партія РФ, створена 1 грудня 2001 року. Дотримується ультраправих поглядів, з 2000-х років безперервно знаходиться при владі в Росії. Головою партії юридично є Дмитро Медведєв, але фактично її очолює Президент Росії Володимир Путін.  
З'явилася в результаті об'єднання блоку «Єдність» та політичної партії «Вітчизна — Вся Росія». Після створення до партії приєдналась «проєльцинська» політична сила «Наш дім — Росія». Підтримує політику Президента РФ Путіна. Партію очолює Дмитро Мєдвєдєв. Всі міністри РФ є членами партії, також вона має конституційну більшість в Думі РФ. Члени партії називаються «єдиноросами».
На логотипі партії зображено ведмедя. З'їзд партії 26 листопада 2005 року ухвалив зміни: замість коричневого бурого ведмедя — ведмідь білого кольору, облямований у синє. Над ведмедем російський прапор, під ним — напис «Единая Россия».
За підсумками виборів 2003 і 2011 років партія мала в Думі більшість, в 2007 і 2016 роках — конституційну більшість. На думських виборах 2011 року вперше в політичній історії Росії формування виборчого списку партії проводилося за результатами праймеріз спільно з Загальноросійським народним фронтом.
XII з'їзд 24 вересня 2011 року висунув на думські вибори 2011 року передвиборчий список партії, який очолював Президент РФ Медведєв, а на президентських виборах 2012 року кандидатом став Володимир Путін. 2017 року Медведєва переобрали головою, а Путін 2018 року брав участь у виборах як самовисуванець, при цьому його активно підтримувала керівна партія.
Де-юре партія є право-центристською (патріотизм, центризм, лібералізм), а де-факто є ультраправою та третьої позиції: ультранаціоналізм, шовінізм, вождизм, путінізм, фашизм, рашизм, т.д. (див. шаблон "ідеологія")

## Розвиток
Заявлена ідеологія — центризм і консерватизм, проголошує державницьку позицію, заявлений прагматизм, протиставлення себе радикальнішим рухам. Низка активних членів фракції на початку 2005 року одночасно виступили з публічним викладом нових підходів до розвитку економіки і суспільства Росії — так званому «соціально орієнтованому» і «праволіберальному», або «ліберально-консервативному». Мова йшла про створення всередині партії двох «крил» і «центру» («соціального консерватизму»). Ініціатива не отримала популярності, отримавши негативну реакцію президентської адміністрації. Дискусію членам партії дозволили лише на рівні неформальних «клубів».
20 листопада 2002 року головою Вищої ради партії став міністр внутрішніх справ РФ Борис Гризлов. Повноваження Беспалова як голови генради було зменшено, і 27 лютого 2003 року він покинув свій пост. Головою ради партії став Валерій Богомолов, головою центрального виконавчого комітету ЄР — Юрій Волков.
Важливу роль у позиції партії грає підтримка курсу уряду і президента. На парламентські вибори 2003 року ЄР йшла під гаслами підтримки курсу тодішнього президента.
2006 року на сайті партії опубліковано стенограму виступу заступника керівника адміністрації президента Росії Владіслава Суркова перед слухачами центру партійного навчання і підготовки кадрів «Єдиної Росії», де він зробив спробу «описати новітню історію в оцінках і під тією точкою зору, яка в цілому відповідає курсу президента, і через це сформулювати наші основні підходи до того, що було раніше, і до того, що буде з нами в майбутньому».
У квітні 2006 року Борис Гризлов повідомив, що членами партії є вже 66 керівників російських регіонів. Починаючи з 2005 року в партію вступили керівники великих промислових корпорацій — «Рот Фронт», «Бабаєвський», «Мечел», «АвтоВАЗ».
Перед нею ставиться завдання «не просто перемогти на парламентських виборах в 2007 року а думати і про те і робити все, щоб забезпечити домінування партії протягом мінімум 10—15 майбутніх років». Для того, щоб зберегти позиції, Бабаков порадив її членам «опановувати ідеологією» — а для цього створювати в регіонах «постійні групи з пропагандистського забезпечення боротьби з політичними супротивниками».
Остовним поняттям ідеологічної платформи Суркова став термін «суверенна демократія». Згодом, проте, він був розкритикований віце-прем'єром Дмитром Медведєвим за використання визначення «суверенна».
7 квітня 2014 року «Єдина Росія» створила місцеві відділення партії в Криму і Севастополі, також на півострові з'явилися громадські приймальні Голови партії. Головою кримського відділення партії став спікер кримського парламенту Володимир Константинов.
У 2015 році «Єдина Росія» змінила свою ідеологію на ліберальний консерватизм, що є правим центризмом. Зміна позицій «Єдиної Росії» відбулася через економічну кризу в Російській Федерації.
З 2016 року партія щорічно перед виборами проводить праймеріз, таким чином будучи єдиною в Росії, яка проводить внутрішньопартійні вибори.
В 2011 і 2016 році на парламентських виборах отримувала у Державній Думі конституційну більшість.
18 вересня 2016 року вперше в історії Росії, в Державну Думу від партії Єдина Росія були незаконно обрані депутати, які представляють тимчасово окуповані Російською Федерацією регіони України Автономну Республіку Крим і місто Севастополь.
22 січня 2017 року Дмитро Медведєв був переобраний на посаду голови партії.
У 2018 році партія підтримувала Володимира Путіна на виборах Президента Росії.

### Програма партії Єдина Росія
- подальший розвиток Росії як унікальної цивілізації, захист спільного культурного простору, російської мови, російських історичних традицій;
- підвищення конкурентоспроможності економіки через вихід на інноваційний шлях розвитку, підтримку науки, розвиток інфраструктури, нарощування інвестицій в першу чергу у високі технології, у галузі — локомотиви економічного зростання;
- забезпечення нової якості життя громадян шляхом продовження реалізації пріоритетних національних проєктів, подальшого та значного підвищення заробітної плати, пенсій і стипендій, надання допомоги громадянам у розв'язанні житлової проблеми;
- підтримка інститутів громадянського суспільства, стимулювання соціальної мобільності та активності, просування громадських ініціатив;
- зміцнення суверенітету Росії, обороноздатності країни, забезпечення для неї гідного місця в багатополярному світі.[25]

### Партія в парламенті
Перемігши на виборах 2003 року відносною більшістю голосів і прийнявши до складу своєї фракції більшість незалежних депутатів, що пройшли по одномандатних округах, всіх депутатів від Народної партії і «перебіжчиків» з інших партій, «Єдина Росія» отримала абсолютну більшість, що дозволило їй проводити в Думі свою власну лінію, не зважаючи на думки і заперечення опозиції (КПРФ, Справедлива Росія, ЛДПР), хоча для реалізації конституційних рішень кваліфікованою більшістю їй було б потрібно деяку підтримку інших партій.
Після думських виборів 2007 року «Єдина Росія» має в своєму розпорядженні кваліфіковану більшість, достатню для одноосібного ухвалення без урахування позиції опозиції будь-яких рішень, аж до зміни Конституції.
При голосуваннях в Держдумі депутати від «Єдиної Росії» суворо дотримуються внутрішньопартійної дисципліни і беззаперечно голосують згідно з думкою Президента і Уряду РФ. Винятком стало лише голосування по пенсійній реформі в 2018 році, тоді всупереч рішенню фракції проти законопроета проголосувала депутат Держдуми РФ Наталія Поклонська. Представники фракції займають всі керівні посади в Державній Думі.
У зв'язку з численністю фракції і для підвищення ефективності управління нею, у складі фракції створено чотири групи, керівниками яких є Олег Морозов ex-НРП, В'ячеслав Володін, Ех-Вітчизна, Володимир Пехтін Єдність (північ), Володимир Катренко (Рязанський).

### Склад
Станом на 2010 рік, 26 % членів партії — пенсіонери, студенти і тимчасово незайняті, 21,2 % — працюють в освіті, 20,9 % — в промисловості, 13,2 % — перебувають на державній службі та працюють в органах влади, 8 % — працюють в охороні здоров'я, 4 % — підприємці, приблизно стільки ж партійців працюють у сфері мистецтва.

### Партійні ЗМІ
Точку зору і оцінки подій партії доносять до жителів Росії основні телевізійні канали, які повністю контролюються виконавчою владою, або прямо, або через державні монополії.

### Газета «Єдина Росія»
2003 року зареєстрована газета «Единая Россия». Головний редактор — Аркадій Узільовський.

### Чисельність
- У липні 2000 року після засновницького з'їзду чисельність «Єдності» становила 150 тисяч.
- У березні 2003 року у «Єдиній Росії» (створеній на основі «Єдності» і ОВР) було 400 тисяч.
- Після виборів 2003 року на черговому з'їзді голова партії Борис Гризлов назвав цифру 680 тисяч.
- До січня 2005 року чисельність зросла до 860 тис., але за результатом внутрішньопартійної перевірки зменшилася на 40 тисяч.
- За словами секретаря генеральної ради партії Вячеслава Володіна, на початку 2006 фактична кількість членів уже перевищила мільйон.
- Станом на середину 2006 року — 1 096 000.
- Станом на 27 лютого 2008 року партія налічує 1 мільйон 800 тисяч осіб.
- Станом на 2012 рік партія налічує 2 113 767 осіб.

### Представництво у Федеральних зборах РФ і регіональних парламентах
1). Державна Дума РФ:
- 306 осіб (IV скликання).
- 315 осіб (V скликання).
- 238 осіб (VI скликання).
- 340 осіб (VII скликання).

2). Місць в регіональних парламентах:
- 2957 осіб.[27]